# Departamento de Transporte de Carolina del Sur
El Departamento de Transporte de Carolina del Sur  (en inglés: South Carolina Department of Transportation, SCDOT) es la agencia estatal gubernamental encargada en la construcción y mantenimiento de toda la infraestructura ferroviaria, carreteras estatales; así como sus federales, locales e interestatales, y transporte aéreo del estado de Carolina del Sur. La sede de la agencia se encuentra ubicada en Columbia, Carolina del Sur y su actual director es Robert J. St. Onge, Jr. .